# Regierung Brundtland II
Die Regierung Brundtland II bildete vom 9. Mai 1986 bis zum 16. Oktober 1989 die Regierung Norwegens. Nach der Niederlage bei einer Vertrauensabstimmung trat Regierungschef Kåre Willoch (Høyre) zurück und Gro Harlem Brundtland (Arbeiterpartei) bildete eine neue Minderheitsregierung. Der Regierung gehörten ausschließlich Mitglieder der Arbeiderpartiet (AP) an, die über 71 von 157 Sitzen im Parlament verfügte.
Nachdem bei der Parlamentswahl 1989 die beiden großen Parteien Arbeiterpartei und die konservative Høyre deutliche Stimmenverluste hinnehmen mussten, wurde eine Koalitionsregierung aus Høyre, Christlicher Volkspartei und Zentrum unter der Führung von Jan P. Syse (Høyre) gebildet.

## Regierungsmitglieder
| Amt                         | Minister                           | Zeitraum                          | Partei |
| --------------------------- | ---------------------------------- | --------------------------------- | ------ |
| Ministerpräsidentin         | Gro Harlem Brundtland              | 9. Mai 1986–16. Oktober 1989      | AP     |
| Äußeres                     | Knut Frydenlund                    | 9. Mai 1986–26. Februar 1987      | AP     |
| Äußeres                     | Johan Jørgen Holst (kommissarisch) | 26. Februar 1987–9. März 1987     | AP     |
| Äußeres                     | Thorvald Stoltenberg               | 9. März 1987–16. Oktober 1989     | AP     |
| Kultur und Wissenschaft     | Hallvard Bakke                     | 9. Mai 1986–16. Oktober 1989      | AP     |
| Umwelt                      | Sissel Rønbeck                     | 9. Mai 1986–16. Oktober 1989      | AP     |
| Industrie                   | Finn Kristensen                    | 9. Mai 1986–16. Oktober 1989      | AP     |
| Öl und Energie              | Arne Øien                          | 9. Mai 1986–16. Oktober 1989      | AP     |
| Kommunen und Arbeit         | Leif Haraldseth                    | 9. Mai 1986–20. Februar 1987      | AP     |
| Kommunen und Arbeit         | William Engseth                    | 20. Februar 1987–13. Juni 1988    | AP     |
| Kommunen und Arbeit         | Kjell Borgen                       | 13. Juni 1988–16. Oktober 1989    | AP     |
| Entwicklungshilfe           | Vesla Vetlesen                     | 9. Mai 1986–13. Juni 1988         | AP     |
| Entwicklungshilfe           | Kirsti Kolle Grøndahl              | 13. Juni 1988–16. Oktober 1989    | AP     |
| Handel und Schifffahrt      | Kurt Mosbakk                       | 9. Mai 1986–13. Juni 1988         | AP     |
| Handel und Schifffahrt      | Jan Balstad                        | 13. Juni 1988–16. Oktober 1989    | AP     |
| Fischerei                   | Bjarne Mørk-Eidem                  | 9. Mai 1986–10. Oktober 1989      | AP     |
| Fischerei                   | Gunhild Øyangen (kommissarisch)    | 10. Oktober 1989–16. Oktober 1989 |        |
| Verteidigung                | Johan Jørgen Holst                 | 9. Mai 1986–16. Oktober 1989      | AP     |
| Transport und Kommunikation | Kjell Borgen                       | 9. Mai 1986–13. Juni 1988         | AP     |
| Transport und Kommunikation | William Engseth                    | 13. Juni 1988–16. Oktober 1989    | AP     |
| Justiz und Polizei          | Helen Bøsterud                     | 9. Mai 1986–16. Oktober 1989      | AP     |
| Finanzen                    | Gunnar Berge                       | 9. Mai 1986–16. Oktober 1989      | AP     |
| Kirche und Erziehung        | Kirsti Kolle Grøndahl              | 9. Mai 1986–13. Juni 1988         | AP     |
| Kirche und Erziehung        | Mary Kvidal                        | 13. Juni 1988–16. Oktober 1989    | AP     |
| Soziales                    | Tove Strand Gerhardsen             | 9. Mai 1986–16. Oktober 1989      | AP     |
| Landwirtschaft              | Gunhild Øyangen                    | 9. Mai 1986–16. Oktober 1989      | AP     |
| Verwaltung und Verbraucher  | Anne-Lise Bakken                   | 9. Mai 1986–13. Juni 1988         | AP     |
| Verwaltung und Verbraucher  | Einfrid Halvorsen                  | 13. Juni 1988–28. April 1989      | AP     |
| Verwaltung und Verbraucher  | Oddrunn Pettersen                  | 28. April 1989–16. Oktober 1989   | AP     |

## Weblink
Gro Harlem Brundtland's Second Government 9. mai 1986–16. oktober 1989. Norwegische Regierung, abgerufen am 24. Dezember 2018 (englisch).